# Great Smoky Mountains National Park
Great Smoky Mountains National Park er en nationalpark i det østlige USA. Den omfatter områder i staterne North Carolina og Tennessee. Parken ligger i Great Smoky Mountains, som er en del af Blue Ridge Mountains som igen er en del af bjergkæden Appalacherne. Grænsen mellem Tennessee og North Carolina løber fra nordøst mod sydvest gennem parken.

## Navn
Parken er navngivet efter de bjerge den ligger i, Great Smoky Mountains, eller bare The Smokies. Navnet er en "oversættelse" af et cherokesisk udtryk, Sha-Co-Na-Ge, "Stedet med den blå røg". Indianerne troede, at "røgen" var rester af forfædrenes oldgamle lejrbål, som stadig svævede over bjergene. I virkeligheden skyldes disen, eller tågen, som der er tale om biologiske og meterologiske fænomener. På grund af stedets luftfugtighed og temperatur virker skovbunden som en gigantisk kompostbunke, hvor nedfaldne blade og andre plante- og dyrerester langsomt omdannes. Under omdannelsen afgives dampe til luften. Også træernes blade afgiver organisk materiale til luften. Disse organiske forbindelser giver de lavthængende skyer deres blålige farve.

## Geografi
Parken ligger i et bjergområde og det bærer naturen præg af. 16 bjergtoppe i parken er mere end 1.829 meter (6.000 fod) høje. Højest er Clingmans Dome (2.025 m) på Tennessee siden af grænsen. Parken omfatter ca. 110.500 hektar i Swain og Haywood County i North Carolina og ca. 98.000 hektar i Sevier, Blount og Cook County i Tennessee. I alt omfatter parken 209.000 hektar eller knap 2.100 km². I parken er der ca. 435 km vej og ca. 1.370 km vandrestier, heraf ligger ca. 110 kilometer af USA's længste vandresti, Appalachian Trail inden for parkens grænser. U.S. Highway 441 gennemskærer parken mellem Gatlinburg i Tennessee og Cherokee i North Carolina. Parkens hovedindgange ligger umiddelbart uden for disse byer.

## Historie
Parken blev autoriseret af USA's kongres i 1934 og indviet af præsident Franklin D. Roosevelt i 1940.
Området var oprindeligt en del af cherokeserindianernes territorium. I løbet af 1830'erne blev de fleste medlemmer af stammen, sammen med andre østlige stammer, tvangsforflyttet til områder vest for Mississippifloden. Nogle få cherokesere fik lov til at blive, og deres efterkommere ejer stadig et område syd for parken, det såkaldte Qualla Forvaltningsområde. Da indianerne forlod området flyttede hvide nybyggere til. De mange skove indbød til tømmerhugst, og der blev anlagt en jernbane langs Little River, så man kunne få fragtet tømmeret ud af området. Metoden der blev anvendt gik ud på at fælde alt anvendeligt tømmer i et område og så flytte til et nyt område ("cleancutting"). Dette betød at store områder blev lagt helt øde, og det fik både fastboende og besøgende til at protestere. USA's regering ville gerne etablere en nationalpark i de østlige stater, men ønskede ikke at bruge penge på formålet. En række private begyndte derfor at samle ind til etablering af parken, og i 1926 blev parken forhåndsgodkendt, dog uden at det offentlige lagde jord til. John D. Rockefeller, Jr. indskød 5 millioner dollars og det fik den føderale regering til også at indskyde $2 millioner. Også lokale indbyggere i Tennessee og North Carolina skød midler ind, og man begyndte at opkøbe landområder lidt efter lidt. I 1934 blev parken så godkendt og under depressionen i 1930'erne anlagde man brandvagttårne, stisystemer og veje i forbindelse med en række beskæftigelsesprojekter.
I 1976 blev parken udlagt som Internationalt Biosfærereservat og i 1983 kom området på UNESCOs Verdensarvsliste. I 1988 blev det en del af Southern Appalachian Biosphrere Reserve.

## Naturen
Beliggenheden i bjergene betyder, at dyre- og planteliv er meget afvekslende i parken. I de laveste områder er klimaet subtropisk, som i lavlandet omkring parken, og i de højestbeliggende områder er det fugtigt, tempereret fastlandsklima. Man siger normalt, at det at bevæge sig fra de laveste områder til de højeste områder i parken, svarer klima- og artsmæssigt til at køre fra Tennessee til Canada. Planter eller dyr, der ellers kun findes meget længere mod nord, kan således opleves i nationalparken.
Under den sidste istid har nordlige dyrearter kunne bevæge sig mod syd langs bjergryggen, som ragede op gennem isen, men med den igangværende opvarmning, kan man nu opleve at nogle dyrearter igen trækker sig tilbage mod nord. Til gengæld udvides de områder, hvor de sydlige og mere varmekrævende arter holder til.
Parken har en meget høj luftfugtighed og med nedbørsmængder på mellem 1.400 mm pr år i dalene til 2.200 mm pr. år på bjergtoppene, er det øststaternes fugtigste område. Faktisk er det det fugtigste område i de sammenhængende 48 stater bortset fra nogle få områder ved den nordvestlige Stillehavskyst. 95 % af parkens område er bevokset med skov og 760 km² (36 %) af dette område er urskov. Dette gør det til et af de største urskovsområder i de østlige stater. Nedbørsmængden, de varierende temperaturer og den store mængde urskov betyder at parken er særdeles rig på både dyre- og planteliv. Ca. 10.000 forskellige dyre- og plantearter findes med sikkerhed i parken, og man mener at der kan være op til 90.000 endnu ikke dokumenterede arter.

### Dyreliv
Officielt findes der mere end 200 arter af fugle, heriblandt Stor hornugle, Sølvhejre, Gråand, Kalkungrib, Hvidhovedet havørn, Dværgfalk, Rødhalet høg og Vild kalkun. Der findes 50 arter af fisk, fx regnbueørred, bækørred, adskillige arter af pigfinnefisk og mange arter af karper.
Der findes over 65 arter af pattedyr, inklusive en bestand på ca. 1.800 amerikanske sorte bjørne, wapitihjorte, hvidhalet hjort, flere arter af spidsmus, flere arter af flagermus, en del arter af egern blandt andet to arter af flyveegern, adskillige arter af mus og rotter, herunder moskusrotter og lemminger. Af rovdyr findes ud over bjørnene også puma, los, ræve, ulve og prærieulve, en del medlemmer af mårfamilien, mink, og odder. Også vaskebjørne og stinkdyr kan ses i parken
Reptiler og amfibier er repræsenteret med henholdsvis 39 og 43 arter. Blandt amfibierne er mange arter af salamandre, heraf flere lungeløse arter, frøer, fx amerikansk oksefrø og grøn frø. Reptilerne tæller blandt andre otte arter af skildpadder, ni arter af øgler og 23 arter af slanger, hvoraf to er giftige. Det gælder en enkelt art klapperslange, og så en slange ved navn Northern Copperhead. Selv om begge slanger er forholdsvis giftige, er de også meget sky, og man ser dem sjældent. I hele parkens historie er der ikke rapporteret om dødsfald på grund af slangebid.
Endelig har parken mange arter af insekter blandt andet 14 arter af ildfluer, herunder de såkaldt synkrone ildfluer, hvor de enkelte individer kan synkronisere deres lysglimt.

### Planteliv
I parken vokser der 100 forskellige arter af træer. Her kan nævnes Rød Løn, Sukker-løn, Vorte-Birk, flere arter af Hickory, Kastanje, Ask, Sølv-Poppel, Virginsk Poppel, Almindelig Tulipantræ, Sort valnød, Magnolie, adskillige arter af fyr og gran, adskillige arter af eg, pil og elm samt Sassafras og Kaki. Der er også mange arter af buske, heriblandt hasselnød, kornel, forsythia, berberis, hortensia, kristtorn, gedeblad, mistelten og en del arter af rhododendron. Der findes også adskillige arter af slyngplanter, fx klematis, kudzu, vedbend, Almindelig Giftsumak, blåregn og et par vilde druesorter.
Desuden findes der mere end 5.000 arter af andre planter, hvor de 1.600 arter er blomstrende.

## Turisme
Parken besøges af over 9 millioner turister om året. Desuden kommer der 11 millioner andre besøgende, som fx passerer parken på vej til og fra arbejde, på rejse fra North Carolina til Tennessee eller omvendt (2003). Dette gør parken til den mest besøgte nationalpark i USA. En del byer nord og syd for parken får hovedparten af deres indtægter fra parkens besøgende. Det gælder fx Gatlinburg, Sevierville, Pigeon Forge og Townsend i Tennessee og Cherokee, Brysonville, Sylva og Maggie Valley i North Carolina.
Der er to større besøgscentre i parken. Det ene (Sugarlands Visitor Center) ligger ved den nordlige hovedindgang til parken, nær Gatlinburg, og det andet (Oconaluftee Visitor Center) ligger ved den sydlige hovedindgang, nær Cherokee. På disse besøgscentre, kan man se udstillinger om parkens geologi, historie og dyreliv.
U.S. Highway 441 går gennem parken fra nord til syd. Vejen passerer (og har parkeringspladser) ved flere af de mest interessante vandrestier og udsigtspunkter. Det var ved et af disse, udsigtspunktet ved Newfound Gap på grænsen mellem North Carolina og Tennessee at Franklin Roosevelt holdt sin indvielsestale i 1940. Stedet er kendt for at have den bedste udsigt i parken, som kan nås direkte via en hovedvej.
I parken er der en del bevarede historiske bygninger, flest i området omkring Cades Cove. Her kan man få et godt indtryk af, hvordan livet var i de sydlige Appalacher i tidligere tider. Blandt andre historiske områder er Roaring Fork, Cataloochee, Elkmont og Mingus Mill.
Udover muligheden for vandreture og besøg på historiske steder, besøger mange også parken for at fiske. Ikke mindst fluefiskeri er populært.

## Eksterne referencer
- Great Smoky Mountains National Park fra National Park Services (engelsk)
- Officiel hjemmeside for parken (engelsk)
- Beskrivelse af parken fra Unescos Verdensarvsliste (engelsk)

- Wikimedia Commons har flere filer relateret til Great Smoky Mountains National Park

35°41′N 83°32′V / 35.68°N 83.53°V